# Championnat de France féminin de rugby à XV de 1re division fédérale 2018-2019
Navigation
Fédérale 1 féminine 2017-2018 Fédérale 1 féminine 2019-2020
Le championnat de France féminin de rugby à XV de 1re division fédérale 2018-2019 voit s'affronter 33 équipes réparties dans 4 poules (3 poules de 8, 1 poule de 9). Les deux équipes finalistes sont promues en Élite 2 à l'issue de la saison. Ce principe de promotion est valable sous réserve que les équipes « une » et « réserve » d’un même club ne soient pas amenées à évoluer dans la même division. L'équipe classée dernière de la poule de 9 sera reléguée en Fédérale 2, les autres clubs resteront en Fédérale 1 la saison prochaine.

## Règlement

### Participants
Le championnat est disputé par 33 équipes qui se dénombrent de la façon suivante :
- 17 équipes issues du championnat de France de Fédérale 1 lors de la saison précédente ;
- 8 équipes « Réserves Elites », définies selon le classement national 2017-2018 et notamment le parcours en Challenge des Réserves Elites Féminines ;
- 8 équipes de championnat de France de Fédérale 2, normalement promues en Fédérale 1 à l’issue de la saison selon le règlement 2017-2018.

Pensionnaire de la poule 4, le Stade montois déclare forfait avant l'ouverture de la saison.

### Organisation
Les équipes invitées à participer au championnat sont réparties dans 4 poules géographiques de 8 ou 9 clubs. Les équipes de chaque poule sont opposées lors de matchs « aller » et « retour ».
Les équipes classées aux 1re et 2e places de chaque poule sont qualifiées pour la phase finale. Les deux finalistes sont promus en Élite 2 sous réserve que les équipes « une » et « réserve » d’un même club ne soient pas amenées à évoluer dans la même division.

## Saison régulière

### Poule 1
| \| AC Bobigny 93 Évreux Athletic Club Union des Bords de Marne US Joué Lille MRCV Stade rennais Stade poitevin rugby Rueil AC \| Localisation des clubs engagés dans la poule. |
| AC Bobigny 93 Évreux Athletic Club Union des Bords de Marne US Joué Lille MRCV Stade rennais Stade poitevin rugby Rueil AC                                                     |

| Ville(s) | Club                                             |
| --- | ------------------------------------------------ |
| Bobigny | AC Bobigny 93 rugby (équipe réserve)             |
| Évreux | Évreux Athletic Club                             |
| Fontenay-sous-Bois, Le Perreux-sur-Marne, Nogent-sur-Marne, Villiers-sur-Marne, Joinville-le-Pont, Bry-sur-Marne | Union des Bords de Marne                         |
| Joué-lès-Tours                                                                                                   | US Joué                                          |
| Lille, Villeneuve-d'Ascq                                                                                         | Lille Métropole RC villeneuvois (équipe réserve) |
| Poitiers | Stade poitevin rugby                             |
| Rennes | Stade rennais rugby (équipe réserve)             |
| Rueil-Malmaison                                                                                                  | Rueil AC                                         |

- : Qualifiés pour les phases finales
- : Promu en Élite 2
- : Relégué en Fédérale 2

Classement final
1. - US Joué 53 pts
2. - Stade rennais rugby (réserve) 52 pts
3. - Lille Métropole RC villeneuvois (réserve) 49 pts
4. - AC Bobigny 93 rugby (réserve) 39 pts
5. - Rueil AC 36 pts
6. - Union des Bords de Marne 21 pts
7. - Stade poitevin rugby 10 pts
8. - Évreux Athletic Club 6 pts

### Poule 2
| \| Violettes bressanes SO Chambéry Rugby féminin Dijon Bourgogne Grenoble Université Club CR Illkirch-Graffenstaden Lyon OU Nancy Seichamps Rugby Pontarlier · Besancon · Morteau \| Localisation des clubs engagés dans la poule. |
| Violettes bressanes SO Chambéry Rugby féminin Dijon Bourgogne Grenoble Université Club CR Illkirch-Graffenstaden Lyon OU Nancy Seichamps Rugby Pontarlier · Besancon · Morteau                                                     |

| Ville(s)                      | Club                                                 |
| ----------------------------- | ---------------------------------------------------- |
| Bourg-en-Bresse               | Violettes bressanes                                  |
| Chambéry                      | Stade olympique de Chambéry rugby                    |
| Dijon                         | Rugby féminin Dijon Bourgogne                        |
| Grenoble                      | Grenoble Université Club                             |
| Illkirch-Graffenstaden        | CR Illkirch Graffenstaden                            |
| Lyon                          | Lyon olympique universitaire rugby (équipe réserve)  |
| Nancy, Seichamps              | Nancy Seichamps rugby                                |
| Pontarlier, Besançon, Morteau | Rassemblement CA Pontarlier, OL Besançon, RC Morteau |

- : Qualifiés pour les phases finales
- : Promu en Élite 2
- : Relégué en Fédérale 2

Classement final
1. - Rugby féminin Dijon Bourgogne 51pts
2. - Pontarlier Besançon Morteau 48pts
3. - CR Illkirch Graffenstaden 44pts
4. - Grenoble Université Club 35pts
5. - Nancy Seichamps rugby 34pts
6. - Lyon olympique universitaire rugby (réserve) 26pts
7. - Stade olympique de Chambéry rugby 21pts
8. - Violettes bressanes 4pts

### Poule 3
| \| Blagnac rugby Castres olympique UA Gaillac Pays Sud Toulousain fémina rugby Montpellier HR Stade toulousain Toulouse Cheminots Marengo \| Localisation des clubs engagés dans la poule (en Occitanie). |
| Blagnac rugby Castres olympique UA Gaillac Pays Sud Toulousain fémina rugby Montpellier HR Stade toulousain Toulouse Cheminots Marengo                                                                    |

| \| Rugby Club Marseillais RC Toulon \| Localisation des clubs engagés dans la poule (en Provence-Alpes-Côte d'Azur). |
| Rugby Club Marseillais RC Toulon                                                                                     |

| Ville(s)     | Club                                    |
| ------------ | --------------------------------------- |
| Blagnac      | Blagnac rugby féminin (équipe réserve)  |
| Castres      | Castres olympique                       |
| Gaillac      | Union athlétique gaillacoise            |
| Le Fousseret | Pays Sud Toulousain Femina rugby        |
| Marseille    | Rugby club marseillais                  |
| Montpellier  | Montpellier rugby club (équipe réserve) |
| Toulon       | Rugby club toulonnais                   |
| Toulouse     | Stade toulousain (équipe réserve)       |
| Toulouse     | Toulouse Cheminots Marengo Sports       |

- : Qualifiés pour les phases finales
- : Promu en Élite 2
- : Relégué en Fédérale 2

Classement final
1. - Stade toulousain (réserve) 70 pts
2. - Montpellier rugby club (réserve) 69 pts
3. - Blagnac rugby féminin (réserve) 48 pts
4. - Castres olympique 38 pts
5. - Rugby club toulonnais 31 pts
6. - Toulouse Cheminots Marengo Sports 29 pts
7. - Pays Sud Toulousain Femina rugby 28 pts
8. - Union athlétique gaillacoise 22pts
9. - Rugby club marseillais 6 pts

### Poule 4
| \| SU Agen Stade bordelais CA Brive Rugby Clermont la Plaine US Dax Stade montois CA Périgueux ASM Romagnat \| Localisation des clubs engagés dans la poule. |
| SU Agen Stade bordelais CA Brive Rugby Clermont la Plaine US Dax Stade montois CA Périgueux ASM Romagnat                                                     |

| Ville(s)           | Club                             |
| ------------------ | -------------------------------- |
| Agen               | SU Agen                          |
| Bordeaux           | Stade bordelais (équipe réserve) |
| Brive-la-Gaillarde | CA Brive                         |
| Clermont-Ferrand   | Rugby Clermont la Plaine         |
| Dax                | US Dax                           |
| Mont-de-Marsan     | Stade montois                    |
| Périgueux          | CA périgourdin                   |
| Romagnat           | ASM Romagnat (équipe réserve)    |

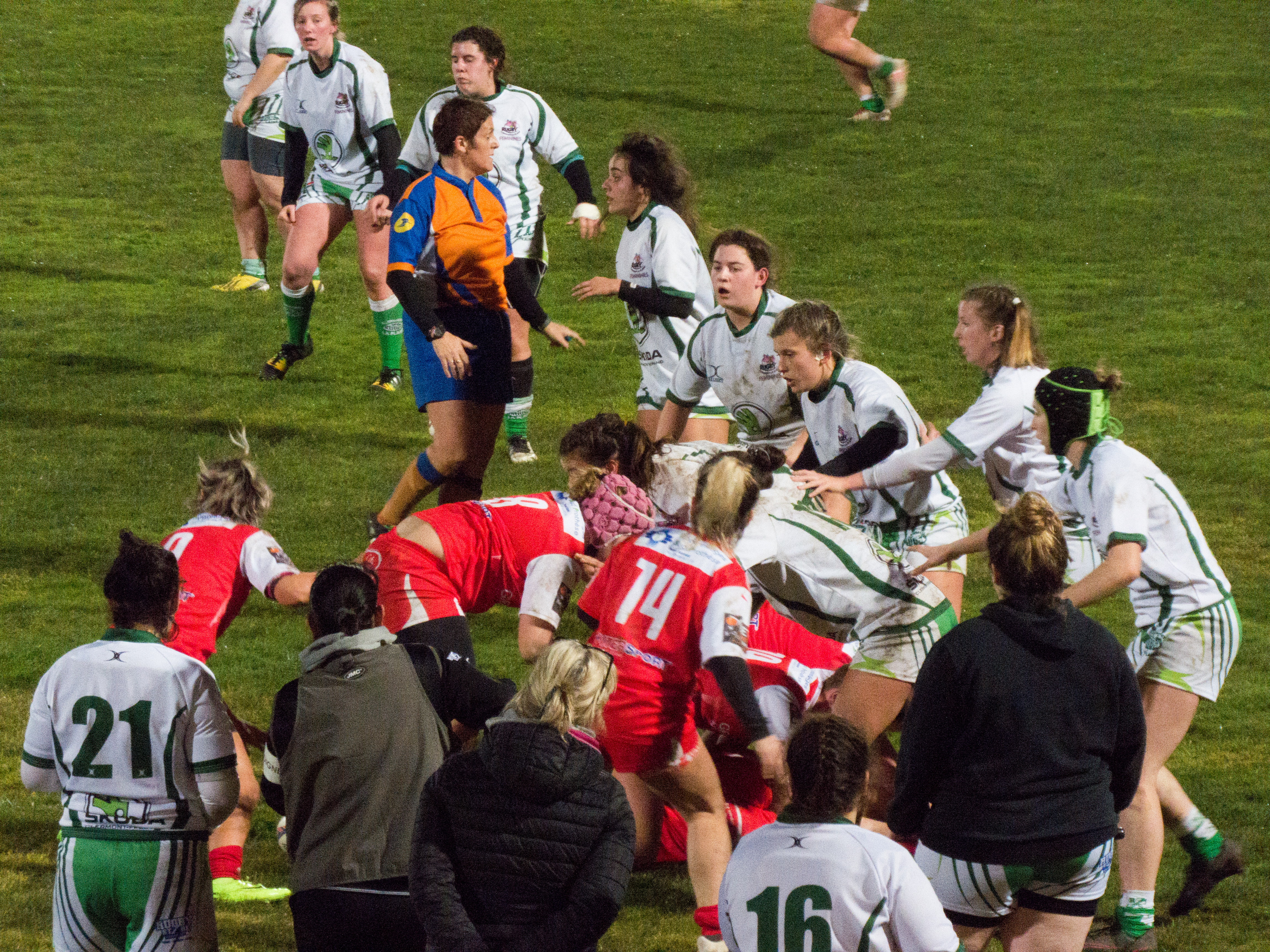
L'US Dax et le Rugby Clermont la Plaine, ici lors du match retour, terminent aux deux premières places de la poule 4.

- : Qualifiés pour les phases finales
- : Promu en Élite 2
- : Relégué en Fédérale 2

Classement final
1. - US Dax 67 pts
2. - Rugby Clermont la Plaine 48 pts
3. - Stade bordelais (réserve) 45 pts
4. - CA périgourdin 35 pts
5. - ASM Romagnat (réserve) 29 pts
6. - CA Brive 24 pts
7. - SU Agen 22 pts
8. - Stade montois -28 pts

## Phases finales

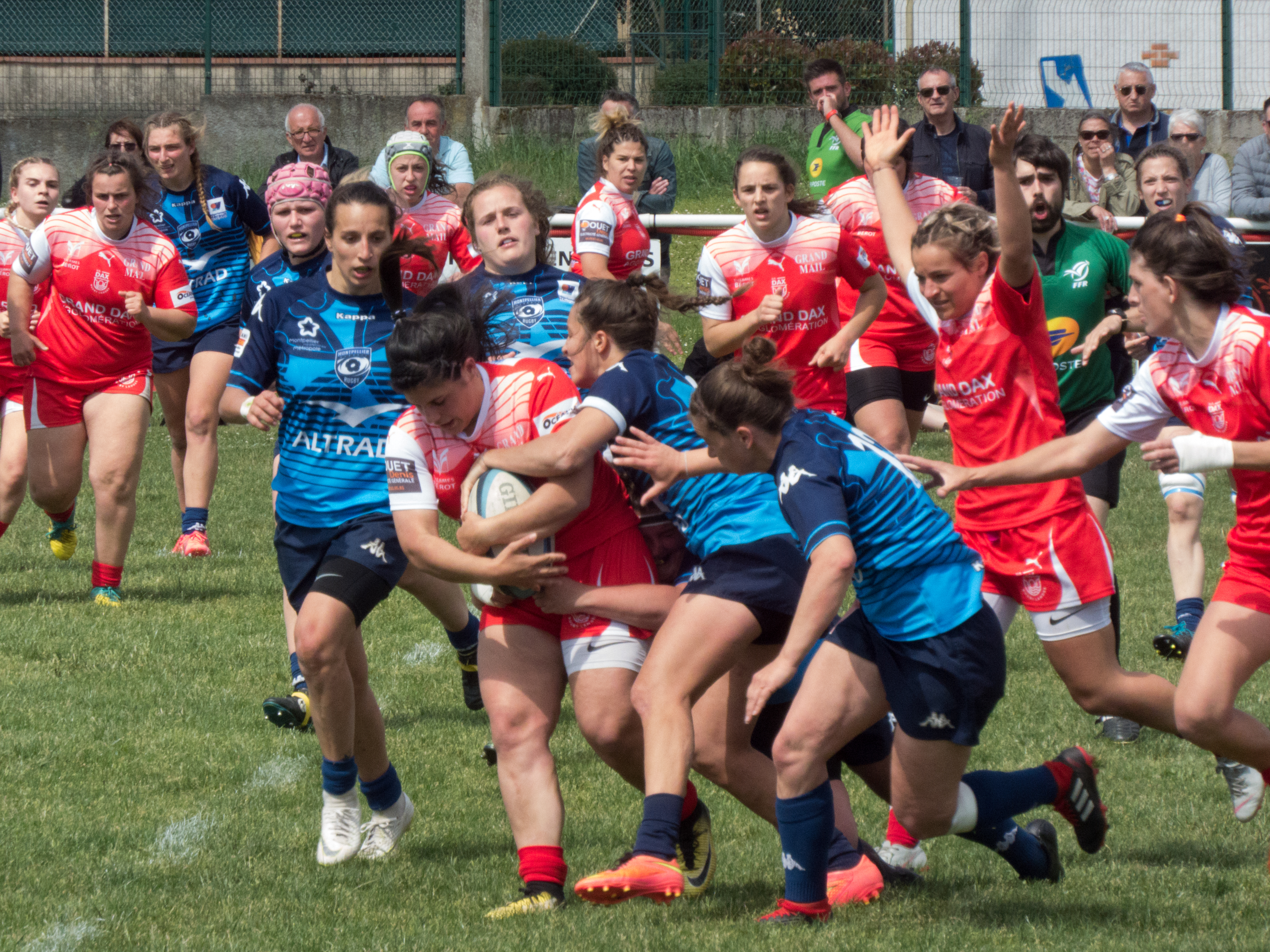
Le Montpellier RC, ici en demi-finale contre l'US Dax, est sacré champion de Fédérale 1.

Les équipes classées aux 1re et 2e places de chaque poule sont qualifiées pour la phase finale. Les deux équipes finalistes sont promues en Élite 2 à l'issue de la saison sous réserve que les équipes « une » et « réserve » d’un même club ne soient pas amenées à évoluer dans la même division.
|  | Quarts de finale                                                 | Quarts de finale                                    |                               |    | Demi-finales                                           | Demi-finales                                           |  |  | Finale                                           | Finale                                           |
|  | Quarts de finale                                                 | Quarts de finale                                    |                               |    | Demi-finales                                           | Demi-finales                                           |  |  | Finale                                           | Finale                                           |
|  |                                                                  |                                                     |                               |    |                                                        |                                                        |  |  |                                                  |                                                  |
|  | le 5 mai 2019 au stade Mistral à Guilherand-Granges              | le 5 mai 2019 au stade Mistral à Guilherand-Granges |                               |    | le 12 mai 2019 au stade Guy-Borrel à Quint-Fonsegrives | le 12 mai 2019 au stade Guy-Borrel à Quint-Fonsegrives |  |  | le 18 mai 2019 au stade Jean-Larrouy à Laloubère | le 18 mai 2019 au stade Jean-Larrouy à Laloubère |
|  | le 5 mai 2019 au stade Mistral à Guilherand-Granges              | le 5 mai 2019 au stade Mistral à Guilherand-Granges |                               |    | le 12 mai 2019 au stade Guy-Borrel à Quint-Fonsegrives | le 12 mai 2019 au stade Guy-Borrel à Quint-Fonsegrives |  |  | le 18 mai 2019 au stade Jean-Larrouy à Laloubère | le 18 mai 2019 au stade Jean-Larrouy à Laloubère |
|  | [4] Rugby féminin Dijon Bourgogne                                | 10                                                  |                               |    | le 12 mai 2019 au stade Guy-Borrel à Quint-Fonsegrives | le 12 mai 2019 au stade Guy-Borrel à Quint-Fonsegrives |  |  | le 18 mai 2019 au stade Jean-Larrouy à Laloubère | le 18 mai 2019 au stade Jean-Larrouy à Laloubère |
|  | [4] Rugby féminin Dijon Bourgogne                                | 10                                                  |                               |    | le 12 mai 2019 au stade Guy-Borrel à Quint-Fonsegrives | le 12 mai 2019 au stade Guy-Borrel à Quint-Fonsegrives |  |  | le 18 mai 2019 au stade Jean-Larrouy à Laloubère | le 18 mai 2019 au stade Jean-Larrouy à Laloubère |
|  | [5] Montpellier RC (réserve)                                     | 36                                                  |                               |    | le 12 mai 2019 au stade Guy-Borrel à Quint-Fonsegrives | le 12 mai 2019 au stade Guy-Borrel à Quint-Fonsegrives |  |  | le 18 mai 2019 au stade Jean-Larrouy à Laloubère | le 18 mai 2019 au stade Jean-Larrouy à Laloubère |
|  | [5] Montpellier RC (réserve)                                     | 36                                                  | Montpellier RC (réserve)      | 32 |                                                        |                                                        |  |  | le 18 mai 2019 au stade Jean-Larrouy à Laloubère | le 18 mai 2019 au stade Jean-Larrouy à Laloubère |
|  | le 5 mai 2019 au stade Stéphane-Branchat à Cénac-et-Saint-Julien |                                                     | Montpellier RC (réserve)      | 32 |                                                        |                                                        |  |  | le 18 mai 2019 au stade Jean-Larrouy à Laloubère | le 18 mai 2019 au stade Jean-Larrouy à Laloubère |
|  |                                                                  | US Dax                                              | 10                            |    |                                                        |                                                        |  |  | le 18 mai 2019 au stade Jean-Larrouy à Laloubère | le 18 mai 2019 au stade Jean-Larrouy à Laloubère |
|  | [2] US Dax                                                       | US Dax                                              | 10                            | 22 |                                                        |                                                        |  |  | le 18 mai 2019 au stade Jean-Larrouy à Laloubère | le 18 mai 2019 au stade Jean-Larrouy à Laloubère |
|  | [2] US Dax                                                       |                                                     |                               | 22 |                                                        |                                                        |  |  | le 18 mai 2019 au stade Jean-Larrouy à Laloubère | le 18 mai 2019 au stade Jean-Larrouy à Laloubère |
|  | [7] Rugby Clermont la Plaine                                     | 19                                                  |                               |    |                                                        |                                                        |  |  | le 18 mai 2019 au stade Jean-Larrouy à Laloubère | le 18 mai 2019 au stade Jean-Larrouy à Laloubère |
|  | [7] Rugby Clermont la Plaine                                     | 19                                                  | Montpellier RC (réserve)      | 12 |                                                        |                                                        |  |  |                                                  |                                                  |
|  | le 5 mai 2019 au stade Roland-Geneste à Cholet                   |                                                     | Montpellier RC (réserve)      | 12 |                                                        |                                                        |  |  |                                                  |                                                  |
|  |                                                                  | Stade toulousain (réserve)                          | 6                             |    |                                                        |                                                        |  |  |                                                  |                                                  |
|  | [3] US Joué                                                      | Stade toulousain (réserve)                          | 6                             | 6  |                                                        |                                                        |  |  |                                                  |                                                  |
|  | [3] US Joué                                                      | le 12 mai 2019 au stade Jean-Lesgoult à Saujon      |                               | 6  |                                                        |                                                        |  |  |                                                  |                                                  |
|  | [6] Stade rennais rugby (réserve)                                | 9                                                   |                               |    |                                                        |                                                        |  |  |                                                  |                                                  |
|  | [6] Stade rennais rugby (réserve)                                | 9                                                   | Stade rennais rugby (réserve) | 8  |                                                        |                                                        |  |  |                                                  |                                                  |
|  | le 5 mai 2019 au stade Mistral à Guilherand-Granges              |                                                     | Stade rennais rugby (réserve) | 8  |                                                        |                                                        |  |  |                                                  |                                                  |
|  |                                                                  | Stade toulousain (réserve)                          | 23                            |    |                                                        |                                                        |  |  |                                                  |                                                  |
|  | [1] Stade toulousain (réserve)                                   | Stade toulousain (réserve)                          | 23                            | 33 |                                                        |                                                        |  |  |                                                  |                                                  |
|  | [1] Stade toulousain (réserve)                                   |                                                     |                               | 33 |                                                        |                                                        |  |  |                                                  |                                                  |
|  | [8] Pontarlier Besançon Morteau                                  | 5                                                   |                               |    |                                                        |                                                        |  |  |                                                  |                                                  |
|  | [8] Pontarlier Besançon Morteau                                  | 5                                                   |                               |    |                                                        |                                                        |  |  |                                                  |                                                  |